# Dona de Vilanova
Dona de Vilanova o Dona de Villanova (fl. XIII secolo) è stata una trobairitz occitana attiva tra il tardo XV e l'inizio del XVI secolo.
Le viene attribuito un componimento (Quan lo printens acampat a las nivas) indirizzato nel 1496 al mantenitore dei Jeux floraux. Si tratta di un vers, forse apocrifo o, secondo François Zufferey, interamente fabbricato dal Du Mège.
Vers
Composto da cinque semplici quartine di versi endecasillabi a rima incrociata.
Quan lo printens acampat a las nivas

e que tenen lo florit mes de May,

vos uffrizetz a manhs dictators gay

del gay saber las flors molt agradivas.

Reyna d'amor, poderosa Clamensa,

A vos me clam per trobar lo repaus,

que si, de vos, mos dictatz an un laus,

Aurey la flor que de vos pren naysensa.

Jotz lo mantel d'una verges sacrada,

la flor nasquet per nostre salvamen,

dosseta flor don lo governamen

nos portara la patz que molt agrada.

Baysa la flor, fons de tota noblessa

sera, tostems, mon sobira désir;

E, se del cel podi me far ausir,

Mitigara del pecat la rudessa.

[Tornada]

Maires del Christ, que sus totas etz pura,

donatz, si us platz, poder d'estre fizel;

gitatz nos len del gran serpen cruzel,

e mostras nos lo cami de dreytura.
Quando primavera porta via le nubi

e il mese di maggio abbiam fiorito,

offrirete a molti gai poeti i fiori

della scienza gaia tanto graditi.

Di poesia regin, possente Clamensa,

a voi mi rivolgo per aver riposo,

che se da voi i miei versi lodi hanno,

avrei il fiore che in voi origine prende.

Sotto il mantello d'una vergin sacra

è nato il fior di nostra salvezza,

fior di dolzore che tutto governa

porterà la pace che sì ci aggrada.

Baciare il fior, di ogni nobiltà fonte

sarà sempre il mio sovran desire,

e se dal cielo posso farmi audire

la rudezza mitigherà del peccato.

[Tornada]

Madre del Cristo, fra tutte più pura

dacci, se vuoi, il poter d'esser fedeli,

tienci lontan dal gran serpe crudele,

e mostraci del cammin la retta la via.